# Хаяте
Японский эсминец «Хаяте» (疾風, «Буря») был одним из девяти эсминцев типа «Камикадзе», построенных для Императорского флота Японии (IJN). Во время войны на Тихом океане он был потоплен американскими орудиями береговой обороны во время битвы за остров Уэйк в декабре 1941 года, став первым японским военным кораблём, потерянным во время войны. Только один человек из его экипажа был спасён.

## Конструкция
Эскадренные миноносцы типа «Камикадзе» были улучшенной версией эсминцев типа «Минекадзе». Корабли имели общую длину 102,5 метра. У них была ширина 9,1 метра и средняя осадка 2,9 метра. Корабли класса «Камикадзе» водоизмещением 1422 тонны при стандартной загрузке и 1747 тонн при полной загрузке. Они приводились в движение двумя паровыми турбинами с редуктором Parsons, каждая из которых приводила в движение один гребной вал, используя пар, вырабатываемый четырьмя водотрубными котлами Kampon. Турбины были спроектированы так, чтобы производить 38 500 лошадиных сил на валу (28 700 кВт), что позволяло кораблям двигаться со скоростью 37,3 узла (69,1 км/ч). Во время ходовых испытаний корабли с комфортом превысили расчётную скорость, достигнув от 38,7 до 39,2 узлов (от 71,7 до 72,6 км/ч). Корабли несли 420 метрических тонн (413 длинных тонн) мазута, что давало им дальность плаванья 3600 морских миль (6700 км) при скорости 14 узлов (26 км / ч; 16 миль в час). Их экипаж состоял из 148 офицеров и членов экипажа.